# Gökçe (Sängerin)

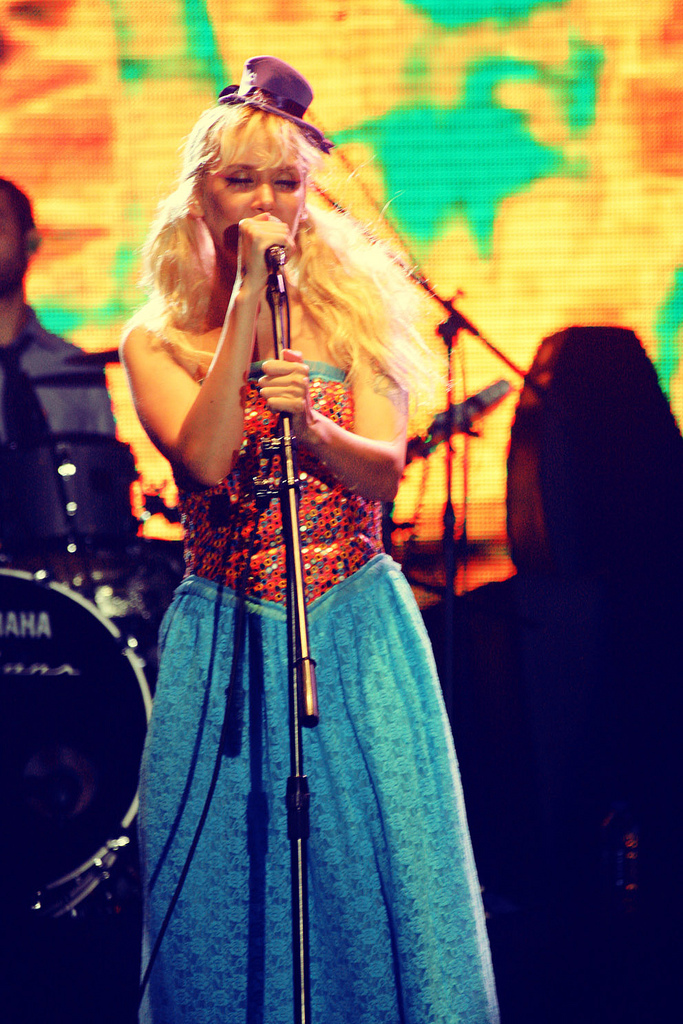
Gökçe, 2012

Gökçe Dinçer Gençer (* 9. September 1979 in Istanbul), auch bekannt unter dem Künstlernamen Gökçe, ist eine türkische Pop-Rock-Musikerin.

## Leben und Karriere
Gökçe studierte an der Yeditepe Üniversitesi. Ihre Musikkarriere begann im Jahr 2007. Den musikalischen Durchbruch erreichte sie im Jahr 2012 mit dem Album Kaktüs Çiçeği. Das darauffolgende Album Matruşka aus dem 2014 wurde ebenso erfolgreich.
Des Weiteren hat sie mit anderen türkischen Künstlern wie Yonca Evcimik, İrem Derici, Ozan Doğulu, Ümit Besen, Hayko Cepkin oder Tuna Kiremitçi zusammengearbeitet.
In ihrer bisherigen Musikkarriere machte Gökçe durch Songs wie Tuttu Fırlattı, Her Şey Bitmedi Bitemez, Ne Yapardım oder Çık Hayatımdan auf sich aufmerksam.
Im Jahr 2012 gewann sie einen Altın Kelebek Award in der Kategorie Bester Newcomer.
Im April 2014 heiratete sie Bülent Gençer.

## Diskografie

### Alben
- 2007: Böğürtlenli Reçel
- 2009: Beş Kuruş Yok
- 2012: Kaktüs Çiçeği
- 2014: Matruşka
- 2017: Kırmızı Kurdele

### EPs
- 2022: Felek

### Singles
| - 2007: Aradım Seni - 2007: Vay Be Ben Neymişim - 2007: Böğürtlenli Reçel - 2007: Her Gece - 2007: Seviyorum Özlüyorum - 2008: Sen Sen Sen - 2009: 5 Kuruş (mit Esin İris) - 2009: Şehir (mit Serdar Barçın) - 2009: Hayat - 2009: Anladım Ki - 2009: Tik Tak - 2011: Tuttu Fırlattı (Original: Kultur Shock – Tutti Frutti) - 2012: Ne Yapardım - 2012: Oh Olsun - 2012: Kıskanırım Seni Ben - 2014: Reva - 2014: Çık Hayatımdan (Original: Tony Gatlif, Beata Palya, Sandu Ciorba – Tchiki Tchiki) - 2014: Her Şey Bitmedi Bitemez - 2014: İstanbul - 2014: Sittin Sene (mit Kamufle) - 2015: Tik Tak (Iko Iko) - 2016: Vazgeçmeseydin Keşke - 2016: Kime Ne (mit Ozan Doğulu) - 2017: Kendine Gel (mit Yonca Evcimik & İrem Derici) - 2017: Armağan | - 2017: Artist - 2017: Aynaların Ardından - 2017: Aşık Olmak İstemiyorum - 2019: Seviyorum Özlüyorum (mit Ümit Besen) - 2019: Hep Beraber Deliriyoruz - 2019: Bu Kalp - 2020: Aksiyondayım - 2021: Eyvallah - 2021: Kader Utansın - 2021: Gel Çiçek Açalım - 2021: Hoşgeldin Canım - 2022: Felek - 2022: Hayat Sana Güzel - 2022: Nema Problema (mit Tuna Kiremitçi) - 2022: Sen ve Ben (mit Beyza Doğuç) - 2022: Biz Böyle Değildik - 2023: Yalan - 2024: Elbet Bir Gün Buluşacağız - 2024: Marilyn Monroe (mit Rashit) - 2024: Kader Utansın (mit Dedublüman) - 2024: Öptüm Bi' Kere - 2024: Bağlar - 2025: Müsaadenle Gidicem - 2025: Hastayım Sana - 2025: Ben Hiç Sevemem (mit Bertuğ Cemil) |

Quelle:

## Auszeichnungen
- 2012: Altın Kelebek Award in der Kategorie Bester Newcomer